# Heinz Mönkemeyer
Heinz Mönkemeyer (* 30. März 1928 in Stahle/Kreis Höxter; † 26. Dezember 2006 ebenda) war ein deutscher Heimatpfleger und Lyriker.

## Leben
Mönkemeyer wurde als zehntes Kind einer Maurerfamilie geboren. Er besuchte zunächst die Handelsschule in Holzminden, machte ab 1944 eine Lehre. Danach war er Verwaltungsangestellter in Niedersachsen. 1956 wurde er Ratsherr in Stahle, wo er von 1961 bis 1970 der letzte Bürgermeister des Ortes vor der Eingemeindung war. Von 1970 bis 1988 war er für die CDU Ratsmitglied in Höxter, daneben auch Standesbeamter. Er betätigte sich als Heimatpfleger (seit 1974 war er Ortsheimatpfleger) und engagierte sich intensiv für den Aufbau der Freilichtbühne Stahle und die Pflege der Bildstöcke in Stahle.
Über die Grenzen seines Heimatdorfes hinaus wurde Heinz Mönkemeyer durch die Lyrik bekannt. Er schrieb hunderte von Gedichten, die er in Gedichtbänden veröffentlichte.
Er starb krankheitsbedingt im Alter von 78 Jahren.

## Auszeichnungen
- 1993: Ernst-Moritz-Arndt-Plakette
- 2004: Ehrenamtspreis der Stadt Höxter[2]
- Ehrenmitglied der Hoffmann-von-Fallersleben-Gesellschaft
- Ehrenmitglied des Bundes der Vertriebenen[1]

## Schriften
- Mehr bedarf es nicht. Über 100 ausgewählte Gedichte. Bläschke, Darmstadt 1974.
- Des Lebens Brücke. 148 ausgewählte Gedichte. Weserland, Holzminden 1978.
- Über den Kirchturm hinaus. Ausgewählte Gedichte. Weserland, Holzminden 1980.
- An der Weser in Wald und Flur, zusammen mit Karl F. Voss, Hütte, Horn-Bad Meinberg 1985, ISBN 3-922417-07-8.
- Im östlichen Winkel Westfalens. Lyrik und Federzeichnungen. Geschichtliches, Ernstes und Heiteres, Anekdoten, Sagen und Sinnsprüche, Plattdeutsches. Weserland, Holzminden 1987.
- Zu einem bunten Strauß gebunden. Weserland, Holzminden 1990.
- Stahler Sonette. Rückwärts blickend vorwärts schauen. MuNe, Paderborn 1996, ISBN 3-9805505-1-6.